# Marko Bunderla
Marko Bunderla, slovenski pesnik, 14. april 1983, Maribor
Osnovno šolo je obiskoval v Kuzmi, po končani gimnaziji v Murski Soboti pa se je vpisal na Filozofsko fakulteto v Ljubljani, kjer študira germanistiko in primerjalno književnost. Leposlovno se je začel udejstvovati na literarnih delavnicah v Mladinskem informativnem in kulturnem klubu v Murski Soboti, nakar se je leta 2002 skupaj z dvajsetimi drugimi mladimi pesniki in pesmicami iz Pomurja udeležil natečaja, katerega cilj je bil med drugim tudi izdaja prvega pesniškega prvenca. Povzpel se je najvišje na selektorskem literarno - estetskem merilniku in tako je kot 14. knjiga v zbirki Edicije revije Separatio leta 2003 izšla njegova pesniška zbirka Notranje uho okna.

## Poezija
- Notranje uho okna, Murska Sobota, 2003